# Рекурсивный поиск по первому наилучшему совпадению
Рекурсивный Поиск по Первому Наилучшему Совпадению (РППНС) (англ. Recursive Best-First Search — RBFS) — это простой рекурсивный алгоритм, в котором делаются попытки имитировать работу стандартного поиска по первому лучшему совпадению, но с использованием только линейного пространства.

## Общие положения

### Пример реализации алгоритма на псевдокоде
```
function
 Recursive-Best-First-Search(problem) 
returns
 решение result
  или индикатор неудачи 
failure

    RBFS(
problem
, Make-Node(Initial-State[
problem
] ) , ∞)

function
 RBFS(problem, node, f_limit) 
returns
 решение result
  или индикатор неудачи failure и новый предел f-стоимости f_limit
    
if
 Goal-Test[
problem
](State[
node
]) 
then return
 узел 
node

    
successors
 ← Expand(
node
, 
problem
)
    
if
 множество узлов-преемников successors пустое
      
then return
 failure, ∞
    
for each
 s 
in
 
successors
 
do

       f[s] ← 
max
(g(s)+h(s) , f[
node
] )

repeat

      best ← узел с наименьшим f-значением во множестве 
successors

      
if
 f[best] > 
f_limit
 
then return
 
failure
, f[
best
]
      alternative ← второе после наименьшего f-значение во множестве successors
      result, f[best] ← RBFS(problem, best, min{f_limit, alternative))
      
if
 result ≠ failure 
then return
 result
```

Он имеет структуру, аналогичную структуре рекурсивного поиска в глубину, но вместо бесконечного прохождения вниз по текущему пути данный алгоритм контролирует f-значение лучшего альтернативного пути, доступного с любого предка текущего узла. Если текущий узел превышает заданный предел, то текущий этап рекурсии прекращается и рекурсия продолжается по альтернативному пути. После прекращения данного этапа рекурсии в алгоритме РППНС происходит замена f-значения каждого узла вдоль данного пути наилучшим f-значением его дочернего узла. Благодаря этому в алгоритме РППНС запоминается f-значение лучшего листового узла с забытого поддерева и поэтому в некоторый следующий момент времени может быть принято решение о том, стоит ли снова разворачивать это поддерево.

## Преимущества и недостатки
Алгоритм РППНС немного более эффективный по сравнению с IDA*, но всё ещё страдает от недостатка, связанного со слишком частым повторным формированием узлов. Такие изменения решения происходят в связи с тем, что при каждом развёртывании текущего наилучшего пути велика вероятность того, что его f-значение увеличится, поскольку функция h обычно становится менее оптимистичной по мере того, как происходит развёртывание узлов, более близких к цели. После того как возникает такая ситуация, особенно в больших пространствах поиска, путь, который был вторым после лучшего, может сам стать лучшим путём, поэтому в алгоритме поиска приходится выполнять возвращения, чтобы пройти по нему. Каждое изменение решения соответствует одной итерации алгоритма IDA* и может потребовать много повторных развёртываний забытых узлов для воспроизведения лучшего пути и развёртывания пути ещё на один узел.
Как и алгоритм поиска A*, РППНС является оптимальным алгоритмом, если эвристическая функция h(n) допустима. Его пространственная сложность равна 0(bd), но охарактеризовать временную сложность довольно трудно: она зависит и от точности эвристической функции, и от того, насколько часто происходила смена лучшего пути по мере развёртывания узлов. И алгоритм IDA*, и алгоритм РППНС склонны к потенциальному экспоненциальному увеличению сложности, связанной с поиском в графах, поскольку эти алгоритмы не позволяют определять наличие повторяющихся состояний, отличных от тех, которые находятся в текущем пути. Поэтому данные алгоритмы способны многократно исследовать одно и то же состояние.
Алгоритмы IDA* и РППНС страдают от того недостатка, что в них используется слишком мало памяти. Между итерациями алгоритм IDA* сохраняет только единственное число — текущий предел f-стоимости. Алгоритм РППНС сохраняет в памяти больше информации, но количество используемой в нём памяти измеряется лишь значением 0(bd): даже если бы было доступно больше памяти, алгоритм РППНС не способен ею воспользоваться.